# Barilla
Barilla – włoski koncern spożywczy, lider na rynku makaronów, gotowych sosów oraz ciasteczek we Włoszech. Należąca do koncernu marka Wasa jest ważnym producentem chrupkiego pieczywa.
Do grupy Barilla należą marki Barilla, Filiz (turecki producent makaronów), Harrys, Misko (grecki producent makaronów), Mulino Bianco, Pavesi, Vesta Yemina (meksykański producent makaronów), Voiello, Wasa oraz Academia Barilla.
Przedsiębiorstwo posiada 30 zakładów produkcyjnych, w tym 14 we Włoszech i eksportuje swoje produkty do ponad 100 krajów.